# Александровка (Наро-Фомінський район)
Александровка (рос. Александровка) — село у Наро-Фомінському районі Московської області Російської Федерації

## Розташування
Село Александровка входить до складу міського поселення Наро-Фомінськ, воно розташоване на північ від Наро-Фомінська, поруч із Київським шосе. Найближчі населені пункти Село Будинку відпочинку «Бекасово», Базисний Розсадник, Пожитково, Бекасово. Найближча залізнична станція Бекасово-1.

## Населення
Станом на 2006 рік у селищі проживало 142 особи, в 2010 — 304 особи.